# Aleksandrs Glazovs
Aleksandrs Glazovs (30 aprile 1970) è un ex calciatore ed ex giocatore di calcio a 5 lettone, di ruolo difensore.

## Carriera

### Club
Ha cominciato la propria carriera nel RAF Jelgava, prima nei campionati sovietici, poi in quelli lettoni. Per due anni ha giocato in Svezia nel Västerås: fu quella l'unica esperienza all'estero.
In seguito è tornato in patria giocando di nuovo nel RAF Jelgava, quindi nel Vidus, per tre anni nel Dinaburg (con cui giocò anche in Coppa delle Coppe), e infine Valmiera e Policijas.

### Nazionale
Esordì il 12 agosto 1992, nella gara contro la Lituania valida per le qualificazioni ai mondiali 1994; la sua partita durò solo un tempo, venendo sostituito ad inizio ripresa da Genādijs Šitiks. La sua prima gara da titolare fu la sua terza, la partita amichevole contro la Polonia disputata quattro mesi dopo.
Ha disputato 15 gare con la nazionale lettone, senza mettere a segno reti, ma contribuendo alla vittoria di una Coppa del Baltico.

## Statistiche

### Cronologia presenze e reti in Nazionale
| Cronologia completa delle presenze e delle reti in nazionale ― Lettonia | Cronologia completa delle presenze e delle reti in nazionale ― Lettonia | Cronologia completa delle presenze e delle reti in nazionale ― Lettonia | Cronologia completa delle presenze e delle reti in nazionale ― Lettonia | Cronologia completa delle presenze e delle reti in nazionale ― Lettonia | Cronologia completa delle presenze e delle reti in nazionale ― Lettonia | Cronologia completa delle presenze e delle reti in nazionale ― Lettonia | Cronologia completa delle presenze e delle reti in nazionale ― Lettonia |
| Data                                                                    | Città                                                                   | In casa                                                                 | Risultato                                                               | Ospiti                                                                  | Competizione                                                            | Reti                                                                    | Note                                                                    |
| ----------------------------------------------------------------------- | ----------------------------------------------------------------------- | ----------------------------------------------------------------------- | ----------------------------------------------------------------------- | ----------------------------------------------------------------------- | ----------------------------------------------------------------------- | ----------------------------------------------------------------------- | ----------------------------------------------------------------------- |
| 12-8-1992                                                               | Riga                                                                    | Lettonia                                                                | 1 – 2                                                                   | Lituania                                                                | Qual. Mondiali 1994                                                     | -                                                                       | 46’                                                                     |
| 26-8-1992                                                               | Riga                                                                    | Lettonia                                                                | 0 – 0                                                                   | Danimarca                                                               | Qual. Mondiali 1994                                                     | -                                                                       |                                                                         |
| 9-9-1992                                                                | Dublino                                                                 | Irlanda                                                                 | 4 – 0                                                                   | Lettonia                                                                | Qual. Mondiali 1994                                                     | -                                                                       |                                                                         |
| 23-9-1992                                                               | Riga                                                                    | Lettonia                                                                | 0 – 0                                                                   | Spagna                                                                  | Qual. Mondiali 1994                                                     | -                                                                       |                                                                         |
| 28-10-1992                                                              | Vilnius                                                                 | Lituania                                                                | 1 – 1                                                                   | Lettonia                                                                | Qual. Mondiali 1994                                                     | -                                                                       |                                                                         |
| 11-11-1992                                                              | Tirana                                                                  | Albania                                                                 | 1 – 1                                                                   | Lettonia                                                                | Qual. Mondiali 1994                                                     | -                                                                       | 46’                                                                     |
| 18-11-1992                                                              | Iława                                                                   | Polonia                                                                 | 1 – 0                                                                   | Lettonia                                                                | Amichevole                                                              | -                                                                       |                                                                         |
| 16-12-1992                                                              | Siviglia                                                                | Spagna                                                                  | 5 – 0                                                                   | Lettonia                                                                | Qual. Mondiali 1994                                                     | -                                                                       |                                                                         |
| 20-2-1993                                                               | Vantaa                                                                  | Lettonia                                                                | 1 – 2                                                                   | Lituania                                                                | Amichevole                                                              | -                                                                       | 75’                                                                     |
| 21-2-1993                                                               | Vantaa                                                                  | Lettonia                                                                | 2 – 0                                                                   | Estonia                                                                 | Amichevole                                                              | -                                                                       |                                                                         |
| 14-4-1993                                                               | Copenaghen                                                              | Danimarca                                                               | 2 – 0                                                                   | Lettonia                                                                | Qual. Mondiali 1994                                                     | -                                                                       |                                                                         |
| 2-7-1993                                                                | Parnu                                                                   | Estonia                                                                 | 0 – 2                                                                   | Lettonia                                                                | Coppa del Baltico 1993                                                  | -                                                                       |                                                                         |
| 3-7-1993                                                                | Parnu                                                                   | Lettonia                                                                | 0 – 0                                                                   | Lituania                                                                | Coppa del Baltico 1993                                                  | -                                                                       |                                                                         |
| 8-9-1993                                                                | Belfast                                                                 | Irlanda del Nord                                                        | 2 – 0                                                                   | Lettonia                                                                | Qual. Mondiali 1994                                                     | -                                                                       | 46’                                                                     |
| 9-10-1993                                                               | Riga                                                                    | Lettonia                                                                | 1 – 3                                                                   | Portogallo                                                              | Qual. Euro 1996                                                         | -                                                                       | 46’                                                                     |
| Totale                                                                  |                                                                         | Presenze                                                                | 15                                                                      |                                                                         | Reti                                                                    | 0                                                                       |                                                                         |

## Palmarès

### Club
- Coppa della RSS Lettone: 1

RAF Jelgava: 1988

### Nazionale
- Coppa del Baltico: 1

1993